# Sabáudia
Sabáudia este un oraș în Paraná (PR), Brazilia.